# Liste der Nummer-eins-Hits in Dänemark (1985)
Diese Liste enthält alle Nummer-eins-Hits in Dänemark im Jahr 1985. Es gab in diesem Jahr acht nachgewiesene Nummer-eins-Singles. Music & Media, In den Kalenderwochen 1, 52 wurden keine Charts veröffentlicht.

## Singles
| | Liste der Nummer-eins-Hits in Dänemark | Liste der Nummer-eins-Hits in Dänemark | Liste der Nummer-eins-Hits in Dänemark                                                                                                | 1986 →                    |
| \| Zeitraum \| Wo. ges. \| Interpret \| Titel Autor(en) \| Zusätzliche Informationen \| \| (Zeitraum, Wochen auf Platz eins, Interpret, Titel, Autor[en], zusätzliche Informationen) \| \| \| \| \| \| ----------------------------------------------------------------------------------------- \| -------- \| ---------------- \| ------------------------------------------------------------------------------------------------------------------------------------- \| ------------------------- \| \| 7. Januar 1985 – 13. Januar 1985 1 Woche (insgesamt 6) \| 6 \| Murray Head \| One Night in Bangkok Benny Göran Bror Andersson, Björn K. Ulvaeus, Timothy Miles Bindon Rice \| – \| \| 14. Januar 1985 – 20. Januar 1985 1 Woche (insgesamt 4) \| 4 \| Band Aid \| Do They Know It’s Christmas? Bob Geldof, Midge Ure \| – \| \| 21. Januar 1985 – 27. Januar 1985 1 Woche (insgesamt 9) \| 9 \| Stevie Wonder \| I Just Called to Say I Love You Stevie Wonder \| – \| \| 28. Januar 1985 – 17. Februar 1985 3 Wochen (insgesamt 4) \| 4 \| Band Aid \| Do They Know It’s Christmas? Bob Geldof, Midge Ure \| – \| \| 18. Februar 1985 – 10. März 1985 3 Wochen (insgesamt 6) \| 6 \| Murray Head \| One Night in Bangkok Benny Göran Bror Andersson, Björn K. Ulvaeus, Timothy Miles Bindon Rice \| – \| \| 11. März 1985 – 24. März 1985 2 Wochen (insgesamt 5) \| 5 \| Wham! \| Wake Me Up Before You Go-Go George Michael \| – \| \| 25. März 1985 – 31. März 1985 1 Woche \| 1 \| Agnetha Fältskog \| I Won’t Let You Go Agnetha Fältskog, Eric Stewart \| – \| \| 1. April 1985 – 5. Mai 1985 5 Wochen \| 5 \| Modern Talking \| You’re My Heart, You’re My Soul Steve Benson \| – \| \| 6. Mai 1985 – 30. Juni 1985 8 Wochen \| 8 \| USA for Africa \| We Are the World Michael Jackson, Lionel Richie \| – \| \| 1. Juli 1985 – 28. Juli 1985 4 Wochen \| 4 \| Duran Duran \| A View to a Kill Duran Duran, John Barry \| - \| \| 29. Juli 1985 – 4. August 1985 1 Woche \| 1 \| Paul Hardcastle \| 19 Musik: Paul Hardcastle, Mike Oldfield; Text: Paul Hardcastle \| – \| \| 5. August 1985 – 18. August 1985 2 Wochen \| 2 \| Sandra \| (I’ll Never Be) Maria Magdalena Musik: Michael Cretu, Hubert Kemmler, Markus Löhr; Text: Richard William Palmer-James, Hubert Kemmler \| – \| \| 20. August 1985 – 1. September 1985 2 Wochen \| 2 \| Baltimora \| Tarzan Boy Musik: Maurizio Bassi, Text: Naimy Hackett \| – \| \| 2. September 1985 – 22. Dezember 1985 16 Wochen \| 16 \| Various Artists \| Afrika \| – \| \| 23. Dezember 1985 – 30. Dezember 1985 1 Woche (insgesamt 3) \| 3 \| Wham! \| I’m Your Man George Michael \| – \| |                                        |                                        | |                           |
| |                                        |                                        | | → 1986 →                  |
| Zeitraum | Wo. ges.                               | Interpret                              | Titel Autor(en) | Zusätzliche Informationen |
| (Zeitraum, Wochen auf Platz eins, Interpret, Titel, Autor[en], zusätzliche Informationen) |                                        |                                        | |                           |
| 7. Januar 1985 – 13. Januar 1985 1 Woche (insgesamt 6) | 6                                      | Murray Head                            | One Night in Bangkok Benny Göran Bror Andersson, Björn K. Ulvaeus, Timothy Miles Bindon Rice                                          | –                         |
| 14. Januar 1985 – 20. Januar 1985 1 Woche (insgesamt 4) | 4                                      | Band Aid                               | Do They Know It’s Christmas? Bob Geldof, Midge Ure                                                                                    | –                         |
| 21. Januar 1985 – 27. Januar 1985 1 Woche (insgesamt 9) | 9                                      | Stevie Wonder                          | I Just Called to Say I Love You Stevie Wonder                                                                                         | –                         |
| 28. Januar 1985 – 17. Februar 1985 3 Wochen (insgesamt 4) | 4                                      | Band Aid                               | Do They Know It’s Christmas? Bob Geldof, Midge Ure                                                                                    | –                         |
| 18. Februar 1985 – 10. März 1985 3 Wochen (insgesamt 6) | 6                                      | Murray Head                            | One Night in Bangkok Benny Göran Bror Andersson, Björn K. Ulvaeus, Timothy Miles Bindon Rice                                          | –                         |
| 11. März 1985 – 24. März 1985 2 Wochen (insgesamt 5) | 5                                      | Wham!                                  | Wake Me Up Before You Go-Go George Michael                                                                                            | –                         |
| 25. März 1985 – 31. März 1985 1 Woche | 1                                      | Agnetha Fältskog                       | I Won’t Let You Go Agnetha Fältskog, Eric Stewart                                                                                     | –                         |
| 1. April 1985 – 5. Mai 1985 5 Wochen | 5                                      | Modern Talking                         | You’re My Heart, You’re My Soul Steve Benson                                                                                          | –                         |
| 6. Mai 1985 – 30. Juni 1985 8 Wochen | 8                                      | USA for Africa                         | We Are the World Michael Jackson, Lionel Richie                                                                                       | –                         |
| 1. Juli 1985 – 28. Juli 1985 4 Wochen | 4                                      | Duran Duran                            | A View to a Kill Duran Duran, John Barry                                                                                              | -                         |
| 29. Juli 1985 – 4. August 1985 1 Woche | 1                                      | Paul Hardcastle                        | 19 Musik: Paul Hardcastle, Mike Oldfield; Text: Paul Hardcastle                                                                       | –                         |
| 5. August 1985 – 18. August 1985 2 Wochen | 2                                      | Sandra                                 | (I’ll Never Be) Maria Magdalena Musik: Michael Cretu, Hubert Kemmler, Markus Löhr; Text: Richard William Palmer-James, Hubert Kemmler | –                         |
| 20. August 1985 – 1. September 1985 2 Wochen | 2                                      | Baltimora                              | Tarzan Boy Musik: Maurizio Bassi, Text: Naimy Hackett                                                                                 | –                         |
| 2. September 1985 – 22. Dezember 1985 16 Wochen | 16                                     | Various Artists                        | Afrika | –                         |
| 23. Dezember 1985 – 30. Dezember 1985 1 Woche (insgesamt 3) | 3                                      | Wham!                                  | I’m Your Man George Michael | –                         |